# Коппер-Гарбор (Мічиган)
Коппер-Гарбор (англ. Copper Harbor) — переписна місцевість (CDP) в США, в окрузі Ківіно штату Мічиган. Населення — 136 осіб (2020).

## Географія
Коппер-Гарбор розташований за координатами 47°28′4″ пн. ш. 87°52′12″ зх. д. / 47.46778° пн. ш. 87.87000° зх. д. (47.467908, -87.869878).  За даними Бюро перепису населення США в 2010 році переписна місцевість мала площу 6,28 км², з яких 3,92 км² — суходіл та 2,37 км² — водойми.

### Клімат
| Клімат : Коппер-Гарбор  | Клімат : Коппер-Гарбор | Клімат : Коппер-Гарбор | Клімат : Коппер-Гарбор | Клімат : Коппер-Гарбор | Клімат : Коппер-Гарбор | Клімат : Коппер-Гарбор | Клімат : Коппер-Гарбор | Клімат : Коппер-Гарбор | Клімат : Коппер-Гарбор | Клімат : Коппер-Гарбор | Клімат : Коппер-Гарбор | Клімат : Коппер-Гарбор | Клімат : Коппер-Гарбор |
| Показник                | Січ.                   | Лют.                   | Бер.                   | Квіт.                  | Трав.                  | Черв.                  | Лип.                   | Серп.                  | Вер.                   | Жовт.                  | Лист.                  | Груд.                  | Рік                    |
| Абсолютний максимум, °C | 7,8                    | 12,8                   | 21,1                   | 28,3                   | 31,7                   | 34,4                   | 37,2                   | 34,4                   | 35,0                   | 27,2                   | 19,4                   | 13,3                   | 37,2                   |
| Середній максимум, °C   | −4,9                   | −3,9                   | 1,5                    | 7,8                    | 14,9                   | 19,7                   | 23,3                   | 23,9                   | 18,9                   | 11,3                   | 3,9                    | −2,3                   | 9,6                    |
| Середній мінімум, °C    | −12,3                  | −12,2                  | −7,7                   | −1,2                   | 4,1                    | 8,3                    | 12,7                   | 13,8                   | 10,3                   | 3,9                    | −2,2                   | −8,3                   | 0,8                    |
| Абсолютний мінімум, °C  | −27,8                  | −30                    | −30,6                  | −18,9                  | −5,6                   | 0,0                    | 5,6                    | 6,7                    | −1,1                   | −6,1                   | −14,4                  | −22,2                  | −30,6                  |
| Норма опадів, мм        | 67                     | 37                     | 43                     | 55                     | 79                     | 68                     | 55                     | 67                     | 75                     | 83                     | 72                     | 59                     | 760                    |
| Днів з опадами          | 15,9                   | 11,5                   | 8,0                    | 7,8                    | 10,0                   | 8,7                    | 8,7                    | 7,4                    | 10,3                   | 11,9                   | 10,7                   | 12,9                   | 123,8                  |
| Днів зі снігом          | 18,1                   | 12,3                   | 6,8                    | 3,1                    | 0,2                    | 0                      | 0                      | 0                      | 0                      | 0,5                    | 5,9                    | 12,5                   | 59,4                   |
| ----------------------- | ---------------------- | ---------------------- | ---------------------- | ---------------------- | ---------------------- | ---------------------- | ---------------------- | ---------------------- | ---------------------- | ---------------------- | ---------------------- | ---------------------- | ---------------------- |
| Джерело: NOAA           |                        |                        |                        |                        |                        |                        |                        |                        |                        |                        |                        |                        |                        |

## Демографія
Згідно з переписом 2010 року, у переписній місцевості мешкало 108 осіб у 58 домогосподарствах у складі 29 родин. Густота населення становила 17 осіб/км².  Було 161 помешкання (26/км²).
Расовий склад населення:
| - 97,2 % — білих |

До двох чи більше рас належало 2,8 %. Частка іспаномовних становила 0,0 % від усіх жителів.
За віковим діапазоном населення розподілялося таким чином: 9,3 % — особи молодші 18 років, 68,5 % — особи у віці 18—64 років, 22,2 % — особи у віці 65 років та старші. Медіана віку мешканця становила 53,0 року. На 100 осіб жіночої статі у переписній місцевості припадало 120,4 чоловіків;  на 100 жінок у віці від 18 років та старших — 133,3 чоловіків також старших 18 років.
Середній дохід на одне домашнє господарство  становив 40 925 доларів США (медіана — 34 063), а середній дохід на одну сім'ю — 44 031 долар (медіана — 37 500). За межею бідності перебувало 6,3 % осіб, у тому числі 0,0 % дітей у віці до 18 років та 15,4 % осіб у віці 65 років та старших.
Цивільне працевлаштоване населення становило 55 осіб. Основні галузі зайнятості: роздрібна торгівля — 38,2 %, мистецтво, розваги та відпочинок — 30,9 %, освіта, охорона здоров'я та соціальна допомога — 16,4 %, будівництво — 3,6 %.